# Unge Høyre
Unge Høyre (kurz: UH; nynorsk Unge Høgre; deutsch Junge Rechte) ist die Jugendorganisation der norwegischen konservativen Partei Høyre. Die Organisation wurde 1922 gegründet.

## Parteivorsitzende
| - 1922–1924: Lorentz Vogt - 1924–1925: Johs. Bøhn - 1925–1928: Harald Heggland - 1928–1931: Kristoffer Rostad - 1931–1936: Andreas Norland - 1936–1940: Arne Hoffstad - 1945–1947: August D. Michelsen - 1947–1950: Johan Møller Warmedal - 1950–1954: Svenn Thorkild Stray - 1954–1955: Albert Nordengen - 1955–1957: Otto Lyng - 1957–1959: Erling Faaland - 1959–1963: Jan P. Syse - 1963–1965: Torstein Tynning - 1965–1965: Henrik J. Lisæth - 1965–1969: Ragnvald Dahl - 1969–1971: Hans Svelland - 1971–1973: Jan Petersen |  | - 1973–1977: Per-Kristian Foss - 1977–1979: Kaci Kullmann Five - 1979–1980: Terje Osmundsen - 1980–1984: Sveinung Lunde - 1984–1986: Kai G. Henriksen - 1986–1988: Trond Helleland - 1988–1990: Børge Brende - 1990–1994: Jan Tore Sanner - 1994–1996: André Støylen - 1996–1998: Bjørn Johnny Skaar - 1998–2000: John-Ragnar Aarset - 2000–2004: Ine Marie Eriksen - 2004–2008: Torbjørn Røe Isaksen - 2008–2012: Henrik Asheim - 2012–2014: Paul Joakim Sandøy - 2014–2018: Kristian Tonning Riise - 2018–2020: Sandra Bruflot - seit 2020: Ola Svenneby |